# Euderomphale suzannae
Euderomphale suzannae är en stekelart som beskrevs av Lasalle 1999. Euderomphale suzannae ingår i släktet Euderomphale och familjen finglanssteklar. Inga underarter finns listade i Catalogue of Life.